# جرمنتاون (تنسی)
جرمنتاون(به انگلیسی: Germantown) شهری در ایالت تنسی کشور ایالات متحده آمریکا است که جمعیت آن در سرشماری سال ۲۰۱۰ میلادی، ۳۸٬۸۴۴ نفر بوده‌است.